# Jumbo (Vantaa)
Pour les articles homonymes, voir Jumbo.
Le centre commercial Jumbo (finnois : Kauppakeskus Jumbo) est un centre commercial situé à Vantaa en Finlande.

## Le centre Jumbo
D'une superficie  de 86 100 mètres carrés, La construction de Jumbo s'est achevée en octobre 1999.
En 2012, Jumbo est devenu le plus grand centre commercial de Finlande en termes de volume de ventes,.
En 2019, l'Ideapark Lempäälä lui a ravi la première place.
En 2016, il emploie environ 1 500 personnes.
Il abrite, entre-autres, deux hypermarchés de 15 000 m2: Prisma du S-ryhmä et K-Citymarket de Kesko et le grand magasin Stockmann (fi) de 11 000 m2.

## Fusion de Jumbo avec Flamingo
La construction du centre de loisirs, de divertissement et d'hôtellerie Flamingo a débuté en lien avec Jumbo en 2006.
Flamingo, qui comprend un parc aquatique, un cinéma de six salles, un bowling, un hôtel Sokos et une salle de sport, a ouvert ses portes en septembre 2008. En 2019, Jumbo et Flamingo ont fusionné pour former le plus grand centre commercial de Finlande en termes de superficie et de ventes.
L'ensemble Jumbo-Flamingo a une superficie locative totale de 140 700 m2.

## Transports publics
Le centre commercial Jumbo est accessible de la gare de  Tikkurila par les bus 571, 311A ainsi que par la runkolinja 570 qui sera remplacée par la ligne 570 du tramway de Vantaa en 2028.
Les bus 561 y arrivent de l'est d'Helsinki et de Malmi.
La gare de Myyrmäki est accessible par les bus 571, 572 (K) et 574.
La gare centrale d'Helsinki est accessible par les bus 415(N), 614, 615 et 616.
La gare la plus proche est la gare de Aviapolis reliée en bus vers Jumbo.
L'aéroport d'Helsinki-Vantaa est situé à quelques kilomètres au nord du centre commercial.